# Geleitzerstörer

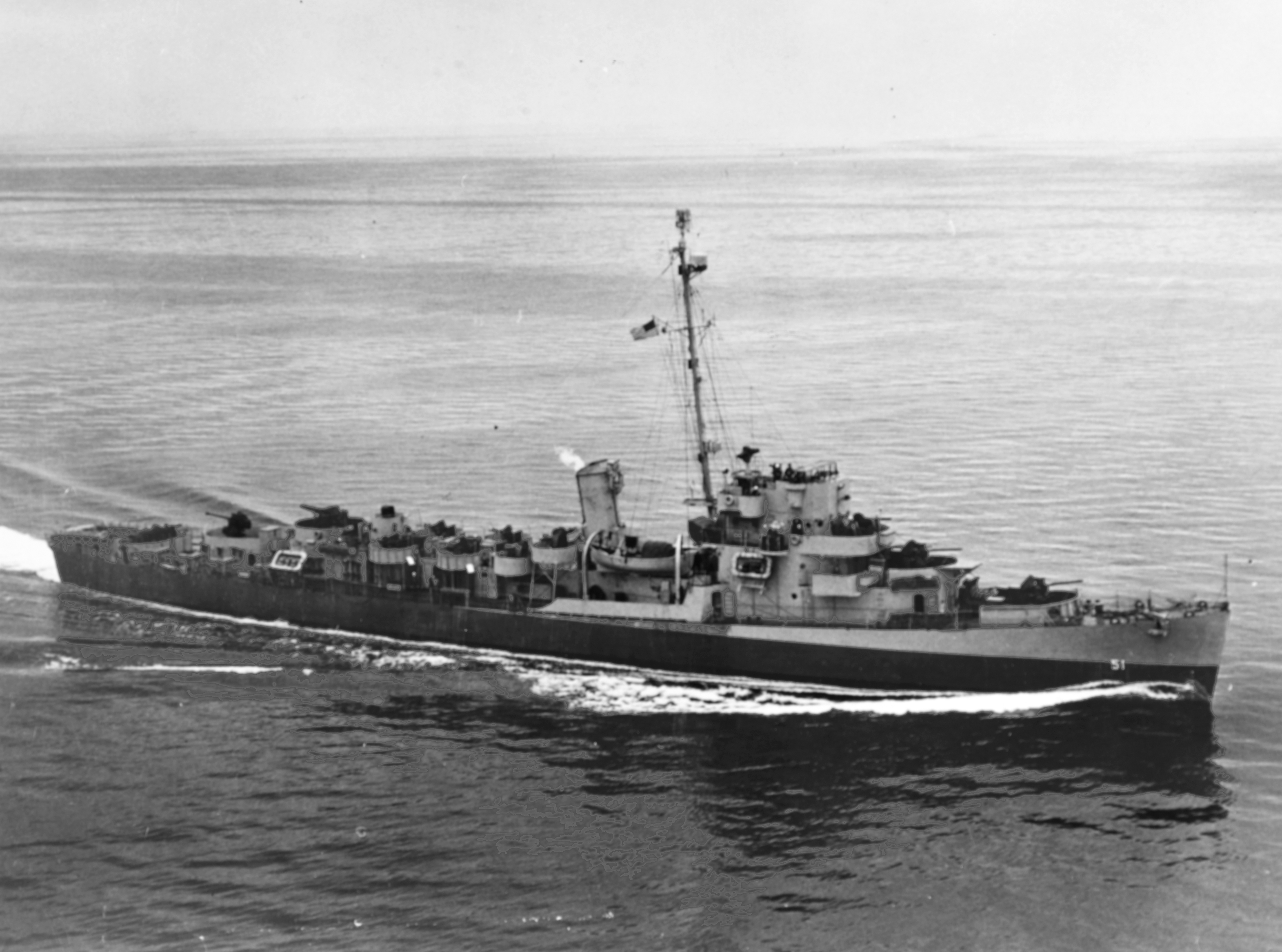
Der US-Geleitzerstörer Buckley (DE-51), das Typschiff der gleichnamigen Klasse, im Sommer 1944.

Als Geleitzerstörer wurden leichtere Überwasserkriegsschiffe bezeichnet, die kurz vor und vor allem dann während des Zweiten Weltkrieges entwickelt und gebaut wurden – zunächst im Vereinigten Königreich, später dann hauptsächlich in den Vereinigten Staaten – und die Sicherungsaufgaben für Geleitzüge (und teils auch reguläre Flottenstreitkräfte) sowie die U-Jagd zu übernehmen hatten. Sie waren für Seegebiete entwickelt worden, in denen alliierte Konvois außer mit der U-Boot-Gefahr auch mit Angriffen feindlicher Flugzeuge und leichter Überwassereinheiten rechnen mussten. Dabei waren Geleitzerstörer im Vergleich zu den ebenfalls für Geleitaufgaben entwickelten Korvetten oder Fregatten größer, schneller und stärker bewaffnet, waren aber wiederum kleiner und schwächer bewaffnet als die regulären (und teureren) Zerstörer. Ferner verfügten Geleitzerstörer oftmals auch über eine Torpedobewaffnung, was bei Korvetten und Fregatten zu dieser Zeit nicht der Fall war.

## Geschichte
Erste Konzepte für Geleitzerstörer entstanden im Vereinigten Königreich. Als die ersten Geleitzerstörer können die Schiffe der britischen Hunt-Klasse angesehen werden, die ab 1939 für die Royal Navy gebaut wurden. Diese Schiffe waren aus der bereits ab Mitte der 1930er Jahre aufgekommenen Forderung der britischen Marine entstanden, kleinere und kostengünstigere Zerstörer zu besitzen, die einerseits eine starke Flakbewaffnung mit sich führen, die aber andererseits auch noch eine ausreichend hohe Geschwindigkeit besitzen sollten, um entsprechend rasch disloziert werden und um gegnerische U-Boote verfolgen zu können. (Die damaligen Geleit- und Sicherungsfahrzeuge hatten – von Zerstörern und Schnellbooten abgesehen – oftmals nur eine Höchstgeschwindigkeit, die niedriger war als die von U-Booten in Überwasserlage.) Die Schiffe des Hunt-Typs bewährten sich später gut, liefen aber erst ab Frühjahr 1940 der britischen Flotte allmählich zu, also zu einem Zeitpunkt, als sich die Royal Navy mit bereits erheblichen Engpässen bei den Geleitfahrzeugen konfrontiert sah. Aus diesem Grund bat Großbritannien im Mai 1940 die Vereinigten Staaten um die Entleihung von 50 älteren Reserveflotte-Zerstörern der United States Navy. Dieser Bitte wurde seitens der USA im September 1940 zwar entsprochen (siehe Zerstörer-für-Stützpunkte-Abkommen), doch verzögerte sich die Einführung dieser überalterten, noch im Ersten Weltkrieg konzipierten und gebauten Vierschornsteinschiffe in die britische Flotte, da diese Einheiten teilweise über 20 Jahre im Reservestatus zugebracht hatten und zunächst in den Werften überholt werden mussten. 

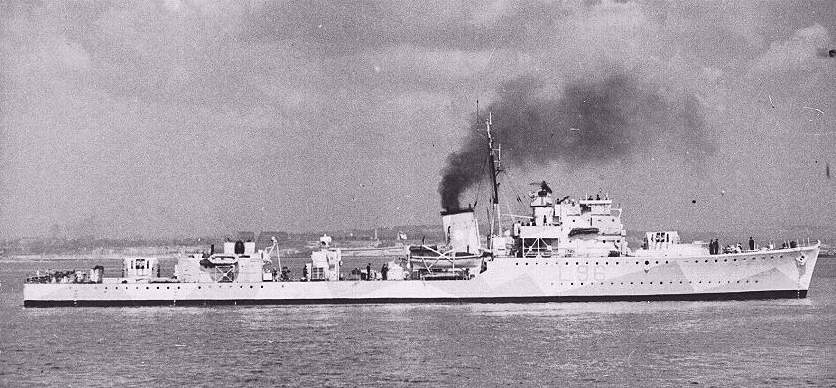
Der britische Geleitzerstörer Tynedale der Hunt-Klasse. Das Schiff ging 1943 durch einen U-Boot-Angriff verloren.

Da diese zwar schnellen, aber beengten (eine nennenswerte Flakbewaffnung konnte nicht nachgerüstet werden), im Unterhalt teuren und bezüglich der Wendigkeit eingeschränkten Vierschornsteinschiffe für die Geleitsicherung jedoch nicht ideal waren und allenfalls als Übergangslösung angesehen werden konnten, forderte Großbritannien noch im Juni 1941 in den USA 100 weitere, neu gebaute Geleitzerstörer an. Am 15. August 1941 sagte US-Präsident Franklin D. Roosevelt die Lieferung von zunächst 50 neu gebauten Geleitzerstörern zu. Ab diesem Zeitpunkt begann der Bau von Geleitzerstörern in den USA in großem Maßstab, wobei die ersten Schiffe – sowohl von der Edsall-Klasse als auch der Buckley-Klasse  – im Sommer 1942 auf Kiel gelegt wurden. Diese Geleitzerstörer, denen die US-Marine anfangs wenig Beachtung geschenkt hatte und deren Bau sie sogar zeitweise vermeiden wollte, erhielten in der Nomenklatur der US-Marine die Kennung DE (für englisch Destroyer Escort). Bis 1943 wurde die enorme Anzahl von 1.005 US-Geleitzerstörern in Auftrag gegeben, von diesen wurden bis Kriegsende im September 1945 immerhin 563 Exemplare fertiggestellt und ausgeliefert. Obwohl die neuen Geleitzerstörer erst ab 1943 verstärkt der US-Marine zuliefen – zu einem Zeitpunkt, als der Kampf gegen die deutschen U-Boote im Atlantik vor allem durch Geleitflugzeugträger und die damit einhergehende fast flächendeckende Luftüberwachung beinahe schon entschieden war –, konnten einzelne Geleitzerstörer teils große Erfolge erzielen: So gelang beispielsweise dem US-Geleitzerstörer England, einem Schiff der Buckley-Klasse, im Frühjahr 1944 innerhalb von nur zwölf Tagen die Versenkung von sechs japanischen U-Booten. Bis heute ist dieser Erfolg in der U-Boot-Bekämpfung von keinem Schiff übertroffen worden. Ebenso zu erwähnen wäre der Geleitzerstörer Samuel B. Roberts, eine Einheit der John-C.-Butler-Klasse, der im Oktober 1944 östlich von Samar (siehe See- und Luftschlacht im Golf von Leyte) als Sicherungseinheit einer Geleitträgergruppe sich, gemeinsam mit weiteren Zerstörern und Geleitzerstörern, einer weit überlegenen japanischen Kampfgruppe entgegenstellte und nach aufopferungsvoller Gegenwehr sank.
Im Vereinigten Königreich erhielten die noch vorhandenen Geleitzerstörer nach dem Zweiten Weltkrieg neue Kennungen mit dem Buchstaben F. Dies bedeutete aber nicht, dass sie zu Fregatten umklassifiziert worden wären, da sich das damalige Kennungssystem der Royal Navy nicht am Schiffstyp, sondern an der Heimatbasis des Schiffes orientierte. In den USA gab es neben den „normalen“ Geleitzerstörern (DE) solche, die wegen des großen Bedarfs an Geleitfahrzeugen durch Umrüstung (Ausbau der Seezielgeschütze und Ersatz durch Wasserbombenmörser und Flak) aus älteren Zerstörern gewonnen wurden. Diese führten die Kennung DDE (DD war die Kennung für Zerstörer mit dem Zusatz E für die Umrüstung).
Nach dem Krieg wurden in beiden Marinen die Bestände an Geleitzerstörern zügig reduziert. Schiffe, deren Maschinen durch den Kriegseinsatz verschlissen waren, wurden abgewrackt und der Rest wurde nach und nach an Bündnispartner und andere befreundete Staaten abgegeben, um deren Marinen für den beginnenden Kalten Krieg aufzurüsten. Die verbleibenden Schiffe wurden von der Navy als Ozeaneskorten bezeichnet, mit der Änderung des Bezeichnungsschemas der US-Marine 1975 wurde die Rumpfbezeichnung DE abgeschafft und die verbleibenden Geleitzerstörer zu Fregatten umklassifiziert. Darüber hinaus wurden rund drei Dutzend ehemalige DEs in den späten 1940er und frühen 1950er Jahren zu sogenannten Radarsicherungsschiffen umgebaut und erhielten die Kennung DER (englisch Radar Picket Destroyer Escort). Sie blieben teils bis in die 1960er Jahre hinein im Dienst. 

### Japanische Geleitzerstörer
Während des Zweiten Weltkrieges baute auch die kaiserlich japanische Marine mit den Schiffen der Matsu-Klasse und der Tachibana-Klasse in der Endphase des Krieges rund 30 Geleitzerstörer. Allerdings werden die Einheiten dieser beiden Klassen je nach Quelle wahlweise auch als kleinere Zerstörer oder als größere Geleitzerstörer angesehen.

## Technische Aspekte
Nachfolgend eine tabellarische Übersicht über wichtige Geleitzerstörerklassen aus der Zeit des Zweiten Weltkrieges. Im Durchschnitt waren diese Schiffe etwa 20 bis 25 Meter kürzer als normale Flottenzerstörer und wiesen eine um grob 500 bis 1.000 Tonnen geringere Wasserverdrängung auf. Auch die Geschwindigkeit lag querschnittlich bei deutlich unter 30 Knoten, während Zerstörer normalerweise Höchstgeschwindigkeiten von 33 oder mehr Knoten erreichen konnten (teils sogar im Bereich von 40 Knoten).   
| Klasse                          | Buckley-Klasse                                                                                  | Hunt-Klasse (Typ III)                                                                        | Tachibana-Klasse                                                                  | John-C.-Butler-Klasse                                                                          |
| ------------------------------- | ----------------------------------------------------------------------------------------------- | -------------------------------------------------------------------------------------------- | --------------------------------------------------------------------------------- | ---------------------------------------------------------------------------------------------- |
| Land                            | Vereinigte Staaten                                                                              | Vereinigtes Königreich                                                                       | Japan                                                                             | Vereinigte Staaten                                                                             |
| Abmessungen und Geschwindigkeit | 93,27 m Länge 11,28 m Breite 24 kn                                                              | 85,33 m Länge 10,16 m Breite 27 kn                                                           | 100,00 m Länge 9,35 m Breite 27,8 kn                                              | 93,27 m Länge 11,28 m Breite 24 kn                                                             |
| Wasserverdrängung               | Standard: 1.432 ts Maximal: 1.823 ts                                                            | Standard: 1.050 ts Maximal: 1.590 ts                                                         | Standard: 1.289 ts Maximal: 1.640 ts                                              | Standard: 1.430 ts Maximal: 1.811 ts                                                           |
| Bewaffnung                      | 3 × Sk 7,62 cm 4 × Flak 2,8 cm 8 × Flak 2 cm 3 × Torpedorohre ø 53,3 cm bis zu 200 Wasserbomben | 4 × Sk 10,2 cm 4 × Flak 4 cm 5 × Flak 2 cm 2 × Torpedorohre ø 53,3 cm bis zu 70 Wasserbomben | 3 × Sk 12,7 cm 31 × Flak 2,5 cm 4 × Torpedorohre ø 61,0 cm bis zu 60 Wasserbomben | 2 × Sk 12,7 cm 4 × Flak 4 cm 10 × Flak 2 cm 3 × Torpedorohre ø 53,3 cm bis zu 200 Wasserbomben |